# Bataille navale (jeu vidéo)
Pour les articles homonymes, voir Bataille navale (homonymie).
Bataille navale (Sea Duel) est un jeu vidéo de stratégie au tour par tour développé et édité par Milton Bradley, sorti en 1980 sur Microvision.